# Vétroz
Vétroz é uma comuna da Suíça, situada no distrito de Conthey, no cantão de Valais. Tem 10,4 km² de área e sua população em 2018 foi estimada em 6.372 habitantes.